# Archimantis sobrina
Archimantis sobrina är en bönsyrseart som beskrevs av Henri Saussure 1872. Archimantis sobrina ingår i släktet Archimantis och familjen Mantidae. Inga underarter finns listade i Catalogue of Life.